# Loepa dogninia
Loepa dogninia är en fjärilsart som beskrevs av L.Sonthonnax 1892. Loepa dogninia ingår i släktet Loepa och familjen påfågelsspinnare. Inga underarter finns listade i Catalogue of Life.